# Ronda del General Mitre
La ronda del General Mitre és un dels trams de la Ronda del Mig de Barcelona, que discorre entre les places de Prat de la Riba i de Lesseps.
Com la Via Augusta, amb la qual es creua, és una avinguda amb edificis de categoria com la Casa Tosquella, i que travessa el districte de Sarrià-Sant Gervasi, el de més renda per capita de la ciutat. El seu nom es deu a Bartolomé Mitre, polític i militar que va ser president de l'Argentina entre 1862 i 1868. Durant el seu mandat, l'any 1863, Espanya va reconèixer la independència de l'Argentina.